# Johann Nauwach
Johann Nauwach, auch Giovanni Nauwach (* um 1595 in Brandenburg; † 1630 in Dresden) war ein deutscher Barockkomponist.

## Leben und Wirken
Von 1607 bis 1612 war er Kapellknabe unter Hans Leo Haßler in Dresden und erhielt anschließend auf Wunsch von Johann Georg I. eine musikalische Ausbildung in Florenz und Turin, bei dem Lautenisten Lorenzo Allegri, ehe er 1618 nach Dresden zurückkehrte.
Nauwach war Schüler von Heinrich Schütz und wurde 1623 Lautenist unter seiner Leitung. Im gleichen Jahr wurde er zum Kurfürstlichen Kammermusiker ernannt. Bis 1629 war er Mitglied der Dresdner Hofkapelle und komponierte (nachdem er zum Katholizismus konvertierte) als einer der ersten Deutschen im Stil der florentinischen Opernmonodie Giulio Caccinis.

## Werke
- Libro primo di arie passegiate a una voce per cantar, e sonar nel chitarone, & altri simili istromenti Dresden, 1623
- Erster Theil Teütscher Villanellen mit 1., 2. und 3. Stimmen auf die Tiorba, Laute, Clavicymbel, und andere Instrumenta gerichtet Freiberg: Georg Hoffmann, 1627